# Brytyjska Formuła 3000
Brytyjska Formuła 3000 – była seria wyścigowa samochodów jednomiejscowych organizowana w Wielkiej Brytanii pod szyldem wyścigów FIA Formuły 3000.

## Mistrzowie
| Sezon | Mistrz                                    | Zespół                                    | Bolid                                     |
| ----- | ----------------------------------------- | ----------------------------------------- | ----------------------------------------- |
| 1989  | Gary Brabham                              | Bromley Motorsport                        | Reynard 88D-Cosworth                      |
| 1990  | Pedro Chaves                              | Mansell Madgwick Motorsport               | Reynard 90D-Cosworth                      |
| 1991  | Paul Warwick                              | Mansell Madgwick Motorsport               | Reynard 90D-Cosworth                      |
| 1992  | Yvan Muller                               | Omegaland                                 | Reynard 91D-Cosworth                      |
| 1993  | Philippe Adams                            | Madgwick International Argo Racing Cars   | Reynard 91D-Cosworth Reynard 92D-Cosworth |
| 1994  | José Luis Di Palma                        | AJS Racing Madgwick International         | Reynard 92D-Cosworth                      |
| 1995  | Nie rozgrywano                            | Nie rozgrywano                            | Nie rozgrywano                            |
| 1996  | Gareth Rees                               | Super Nova Racing                         | Reynard 95D-Mugen                         |
| 1997  | Mistrzostwa odwołane po pierwszej rundzie | Mistrzostwa odwołane po pierwszej rundzie | Mistrzostwa odwołane po pierwszej rundzie |